# Erizada distincta
Erizada distincta är en fjärilsart som beskrevs av Embrik Strand 1917. Erizada distincta ingår i släktet Erizada och familjen trågspinnare. Inga underarter finns listade i Catalogue of Life.